# Ademar de Poitiers
Ademar de Poitiers o de Peiteus, italianizzato in Ademaro di Poitiers (fl. XII-XIII secolo) è stato un trovatore minore che scrisse in lingua occitana e conte del Valentinois dal 1188 al 1230.
Della sua opera ci resta un partimen composto insieme a Perdigon e Raimbaut de Vaqueiras. Ademar argomenta i meriti di un uomo che fa appello alla cortesia e alla morigeratezza, mentre Perdigon difende l'ostentazione della larghezza; Raimbaut viene lasciato a sostenere l'ideale dell'ospitalità. Ademar sembra sia stato bersaglio in 39 componimenti di Bertran de Born, in cui viene criticato per la sua avarizia.